# قرار مجلس الأمن التابع للأمم المتحدة رقم 609
قرار مجلس الأمن التابع للأمم المتحدة رقم 609، الصادر بالإجماع في 29 كانون الثاني (يناير) 1988، بعد التذكير بالقرارات السابقة حول الموضوع، وكذلك دراسة تقرير الأمين العام عن قوة الأمم المتحدة المؤقتة في لبنان (اليونيفيل) المعتمدة في 426 (1978) قرر المجلس تمديد ولاية اليونيفيل لستة أشهر أخرى حتى 31 يوليو 1988.
ثم أعاد المجلس التأكيد على ولاية القوة وطلب إلى الأمين العام تقديم تقرير عن التقدم المحرز فيما يتعلق بتنفيذ القرارين 425 (1978) و426 (1978).